# Peñón Blanco (Aragua)
El Cerro Peñón Blanco, conocido simplemente como Peñón Blanco, es una formación de montaña ubicada al Norte de El Limón y al este de la Carretera Maracay-Choroní, Venezuela. A una altitud de 1941 m s. n. m. el Cerro Peñón Blanco es una de las montañas más elevadas del Municipio Iragorry y una de las más altas del Parque nacional Henri Pittier y del Estado Aragua. El Cerro Peñón Blanco y su homónimo hacia el norte, Cerro Peñón Blanco son parte de la Fila que constituye el límite Este del municipio Iragorry.

## Ubicación
El Cerro Peñón Blanco se ubica en el corazón del parque nacional Henri Pittier, al norte de Los Chorros y la Regresiva del Diablo, una zona tortuosa de la carretera Maracay-Choroní.
Al este del Peñón Blanco están el Derrumbe de Oro y la zona El Abasto de la misma carretera, que son puntos desde donde se puede escalar hasta el Peñón Blanco. Hacia el Norte se continúa con otro pico del mismo nombre, el Cerro Peñón Blanco dentro del parque nacional Henri Pittier. Más al este colinda con la fila Palmarito, Pico Cambural, Topo El Guayabo y trincherón con su antigua ruta del cacao hacia Chuao, Pico La Negra, Topo Cenizo y la Mesa de Brasén al que se llega por el Picacho de Turmero.
Hacia el Oeste colinda con una continua fila de lomas vecinas: Fila Alta, Pico Guacamaya, Rancho Grande y su Estación Biológica Rancho Grande, Pico Periquito y la Fila El Aguacate. Por el

## Susceptibilidad
El Cerro Peñón Blanco es parte de una zona boscosa nublada combinada con bosque en galería, bosque seco y cardonales. Es parte de unas 3600 hectáreas de bosque con zonificación de baja susceptibilidad con una ocurrencia de incendia de baja frecuencia. Sin embargo, está en muy cercana proximidad al contacto humano por su gran adyacencia a El Limón y a la carretera Maracay-Choroní. Ello hace que se clasifique a unas 200 hectáreas de esta región como extrema susceptibilidad y otras 400 hectáreas hacia el noroeste como susceptibilidad moderada, donde la frecuencia de incendio es de una vez por año promedio. Estas son áreas de máxima prioridad que requieren la mayor vigilancia y prevención, ya que el no control ocasionaría la intervención de las zonas vitales de la hidrología, fauna y bosque del parque nacional Henri Pittier.
En su continuación norte por el parque Henri Pittier hacia el cerro Campo Traviesa, Peñón Blanco conforma un sector montañoso entre 3500 y 4000 hectáreas que se clasifican dentro de una ocurrencia de incendio que es casi nula o con una frecuencia mayor de dos años entre incendios.